# Сегежа (приток Свири)
Сегежа — река в России, протекает по Лодейнопольскому району Ленинградской области.
Исток — озеро Сегежское на границе с Олонецким районом Карелии. Течёт сперва на восток, затем на юг, принимает правый приток — Сярьбу.
За исключением нескольких последних километров протекает по Нижнесвирскому заповеднику.
Впадает в Свирь с правого берега в деревне Ковкеницы, в 41 км от её устья.
Длина реки составляет 17 км, площадь водосборного бассейна — 106 км².

## Данные водного реестра
По данным государственного водного реестра России относится к Балтийскому бассейновому округу, водохозяйственный участок реки — Свирь, речной подбассейн реки — Свирь (включая реки бассейна Онежского озера). Относится к речному бассейну реки Нева (включая бассейны рек Онежского и Ладожского озера).
Код объекта в государственном водном реестре — 01040100812102000012829.